# Perry Mason: Scandali di carta
Perry Mason: Scandali di carta (Perry Mason: The Case of the Fatal Fashion) è un film per la televisione del 1991, diretto dal regista Christian I. Nyby II.

## Trama
Dyan Draper è l'editore di una rivista di successo di New York. A ogni numero della rivista, Dyan pubblica un suo editoriale dove critica apertamente delle celebrità gettando fango sull'immagine pubblica dei suoi soggetti. Anche in questo numero ci sarà l'editoriale e molte persone indagano per sapere se saranno loro l'oggetto della cattiveria della donna. In questi termini Lauren Jeffreys, editore di una rivista concorrente, incontra a pranzo Dyan e in un alterco minaccia la donna. Dyan fa anche visita a uno stilista: Sabatini il quale contatta subito un misterioso socio. La sera stessa dell'alterco con Lauren, la Draper viene trovata morta nel suo alloggio e da testimoni, pare che la Jeffreys sia stata l'ultima a vederla e per questo viene arrestata per omicidio. In città si trova anche una vecchia amica di Lauren: Della Street, che ha accompagnato Perry Mason a ritirare un premio sulla sua attività da magistrato. Subito i due accorrono in aiuto a Lauren, la quale confessa il segreto che aveva paura venisse pubblicato: a 16 anni ebbe una figlia che abbandonò al padre poco dopo. Questa figlia non è altri che l'assistente di Dyan Draper: Julia Collier. Con l'aiuto di Ken Malansky, Perry Mason scaverà nei fatti e nei segreti delle persone che ruotano attorno alla vicenda sino a smascherare il colpevole al banco dei testimoni in tribunale.